# Entrepotbrug
De Entrepotbrug is een groot woon-appartementengebouw uit 1992 in het Oostelijk Havengebied van Amsterdam, ontworpen door architecten van atelier PRO, dat grotendeels boven het water van de Entrepothaven ligt. "Entrepotbrug" is ook de straatnaam van de adressen in het gebouw.
Het gebouw heeft een langgerekte golvende vorm (slang), en strekt zich uit van het Entrepothof bij de Cruquiusweg op het Cruquiuseiland tot aan de Borneolaan.